# Bahnstrecke Mendoza–Los Andes
| Zug der Trasandino 1908 |                                 |                                         |                                     |
| Streckenlänge: | 248 km                          |                                         |                                     |
| Spurweite: | 1000 mm (Meterspur)             |                                         |                                     |
| Stromsystem: | ehemals 3000 V =                |                                         |                                     |
| Maximale Neigung: | Adhäsion 25 ‰ Zahnstange 76,9 ‰ |                                         |                                     |
| Zahnstangensystem: | Abt, 3 Lamellen                 |                                         |                                     |
| |                                 |                                         |                                     |
| \| \| 0 \| Mendoza \| 767 m \| \| \| 13 \| Paso de los Andes \| 935 m \| \| \| 24 \| Blanco Encalada \| 1067 m \| \| \| 40 \| Cacheuta \| 1228 m \| \| \| 55 \| Potrerillos \| 1355 m \| \| \| 69 \| Guido \| 1511 m \| \| \| 92 \| Uspallata \| 1750 m \| \| \| 117 \| Río Blanco \| 2134 m \| \| \| 130 \| Zanjón Amarillo \| 2206 m \| \| \| 140 \| Punta de Vacas \| 2395 m \| \| \| 159 \| Puente del Inca \| 2717 m \| \| \| 174 \| Las Cuevas \| 3149 m \| \| \| \| Túnel de la Cumbre (3200 m) \| \| \| \| \| Argentinien / Chile \| \| \| \| \| \| \| \| \| 180 \| Los Caracoles \| 3176 m \| \| \| 185 \| Portillo \| 2867 m \| \| \| 196 \| Hermanos Clark früher: El Juncal \| 2231 m \| \| \| 209 \| Guardia Vieja \| 1645 m \| \| \| \| Ende Zahnstange (7 Abschnitte) \| \| \| \| \| \| \| \| \| \| Río Juncal \| \| \| \| 214 \| Río Blanco \| 1452 m \| \| \| \| Anschluss nach Saladillo (ca. 3 km) \| \| \| \| 225 \| Salto del Soldado \| 1262 m \| \| \| \| Tunnel durch den Salto del Soldado \| \| \| \| 232 \| Vilcuya \| Vilcuya \| \| \| 238 \| San Pablo \| 957 m \| \| \| 248 \| Los Andes \| 814 m \| \| \| \| Übergang zum chilenischen Breitspurnetz \| \| |                                 |                                         |                                     |
| Kopfbahnhof Streckenanfang (Strecke außer Betrieb) | 0                               | Mendoza                                 | 767 m                               |
| Bahnhof (Strecke außer Betrieb) | 13                              | Paso de los Andes                       | 935 m                               |
| Bahnhof (Strecke außer Betrieb) | 24                              | Blanco Encalada                         | 1067 m                              |
| Bahnhof (Strecke außer Betrieb) | 40                              | Cacheuta                                | 1228 m                              |
| Bahnhof (Strecke außer Betrieb) | 55                              | Potrerillos                             | 1355 m                              |
| Bahnhof (Strecke außer Betrieb) | 69                              | Guido                                   | 1511 m                              |
| Bahnhof (Strecke außer Betrieb) | 92                              | Uspallata                               | 1750 m                              |
| Bahnhof (Strecke außer Betrieb) | 117                             | Río Blanco                              | 2134 m                              |
| Bahnhof (Strecke außer Betrieb) | 130                             | Zanjón Amarillo                         | 2206 m                              |
| Bahnhof (Strecke außer Betrieb) | 140                             | Punta de Vacas                          | 2395 m                              |
| Bahnhof (Strecke außer Betrieb) | 159                             | Puente del Inca                         | 2717 m                              |
| Bahnhof (Strecke außer Betrieb) | 174                             | Las Cuevas                              | 3149 m                              |
| Tunnelanfang (Strecke außer Betrieb) |                                 | Túnel de la Cumbre (3200 m)             | Túnel de la Cumbre (3200 m)         |
| Grenze (Strecke außer Betrieb) (im Tunnel) |                                 | Argentinien / Chile                     | Argentinien / Chile                 |
| Tunnelende (Strecke außer Betrieb) |                                 |                                         |                                     |
| Bahnhof (Strecke außer Betrieb) | 180                             | Los Caracoles                           | 3176 m                              |
| Bahnhof (Strecke außer Betrieb) | 185                             | Portillo                                | 2867 m                              |
| Bahnhof (Strecke außer Betrieb) | 196                             | Hermanos Clark früher: El Juncal        | 2231 m                              |
| Bahnhof (Strecke außer Betrieb) | 209                             | Guardia Vieja                           | 1645 m                              |
| |                                 | Ende Zahnstange (7 Abschnitte)          |                                     |
| |                                 |                                         |                                     |
| Brücke über Wasserlauf |                                 | Río Juncal                              | Río Juncal                          |
| Dienststation / Betriebs- oder Güterbahnhof | 214                             | Río Blanco                              | 1452 m                              |
| Abzweig geradeaus und nach links |                                 | Anschluss nach Saladillo (ca. 3 km)     | Anschluss nach Saladillo (ca. 3 km) |
| ehemaliger Bahnhof | 225                             | Salto del Soldado                       | 1262 m                              |
| Tunnel |                                 | Tunnel durch den Salto del Soldado      | Tunnel durch den Salto del Soldado  |
| Dienststation / Betriebs- oder Güterbahnhof | 232                             | Vilcuya                                 | Vilcuya                             |
| ehemaliger Bahnhof | 238                             | San Pablo                               | 957 m                               |
| Betriebs-/Güterbahnhof Streckenende | 248                             | Los Andes                               | 814 m                               |
| |                                 | Übergang zum chilenischen Breitspurnetz |                                     |

Die Transandenbahn (spanisch Ferrocarril Trasandino Los Andes-Mendoza oder Ferrocarril Trasandino Chileno (FCTC) für den chilenischen Teil, für beide kurz Trasandino) war eine meterspurige, 248 Kilometer lange Bahnstrecke zwischen den Städten Los Andes in Chile und Mendoza in Argentinien. Ein 34 km langer Abschnitt am westlichen Ende wird durch die Fepasa im Güterverkehr bedient, während der Verkehr auf dem Rest der Strecke bis Mitte der 1980er-Jahre schrittweise eingestellt wurde.

## Geschichte

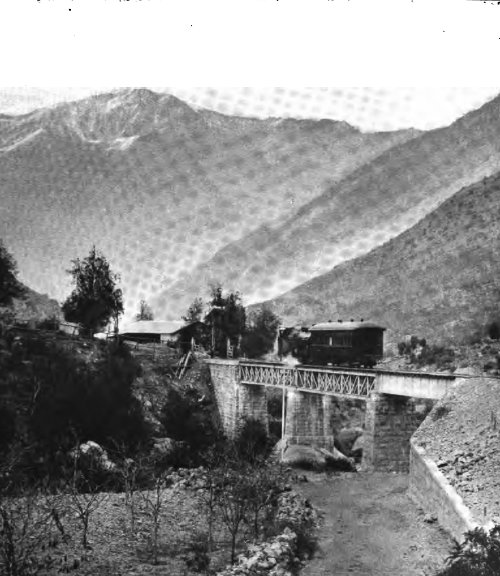
Brücke über den Río Blanco

Das Projekt einer die Anden querenden Bahn gab es seit 1854. Die topografischen Schwierigkeiten beim Bau einer solchen Strecke durch das Gebirge machten den Bau aber erst sehr viel später möglich. Umgesetzt wurde es schließlich von den englischstämmigen chilenischen Brüdern Juan und Mateo Clark, die 1871 auch die erste die Anden querende Telegrafenleitung errichtet hatten. 1874 erhielten sie die chilenische Konzession für den Bahnbau und gründeten die Eisenbahngesellschaft Ferrocarril Transandino Clark. Es gab aber erhebliche Schwierigkeiten, das erforderliche Kapital für das Projekt zusammenzubringen, so dass mit dem Bau erst 1887 begonnen werden konnte, der von Los Andes aus startete.
Der erste Abschnitt zwischen Mendoza und Uspallata konnte am 22. Februar 1891 eröffnet werden. Nach und nach wurden weitere Teilabschnitte in Betrieb genommen. Offiziell wurde die Strecke am 25. Mai 1910 anlässlich der Exposición Internacional del Centenario, einer großen internationalen Ausstellung in Buenos Aires zur Hundertjahrfeier der Unabhängigkeit Argentiniens eröffnet. Zwischenzeitlich war die Ferrocarril Transandino Clark von der Argentine Transandine Railway Company, die sich in britischem Besitz befand und seit 1903 eine Tochtergesellschaft der Argentine Great Western Railway war, übernommen worden.
Die Transandino ermöglichte es erstmals – mit mehrmaligem Umsteigen – zwischen Buenos Aires und Valparaíso mit der Bahn zu reisen, eine Strecke von 1408 Kilometern. Dafür mussten die Reisenden die Strecken von fünf verschiedenen Bahngesellschaften benutzen. Gleichzeitig war es die erste südamerikanische Bahnverbindung zwischen Pazifik und Atlantik. Die Reisezeit betrug 36 Stunden. Der gleiche Weg dauerte zuvor – mit dem Schiff um das Kap Hoorn zurückgelegt – 11 Tage und war 5630 Kilometer lang.
In den 1950ern verließen montags und freitags die Züge Valparaiso und Santiago de Chile jeweils um 07:45h, erreichten Mendoza um 23:10h und Buenos Aires am Folgetag um 23:30h.

## Technische Ausführung

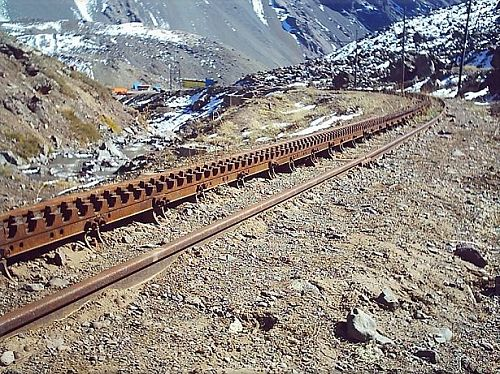
Streckenabschnitt mit dreilamelliger Abt-Zahnstange

Die Strecke folgte in etwa dem Saumpfad, auf dem der Verkehr über die Berge bis dahin mit Maultieren durchgeführt wurde. Sie verband die Breitspur-Eisenbahnnetze von Argentinien und Chile. Auf der Strecke waren aufgrund der Topografie 291 Durchlässe in einer Gesamtlänge von 438 Metern, 39 Brücken in einer Gesamtlänge von 1.276 Metern, der drei Kilometer lange Scheiteltunnel Túnel de la Cumbre und zehn kleinere Tunnel in einer Gesamtlänge von 533 Metern zu bauen. Die Topografie bedingte starke Steigungen und Gefälle, die streckenweise Zahnradbetrieb erforderlich machten. Dazu wurde das System Abt in Ausführung mit drei Lamellen verwendet.
Auf argentinischer Seite gab es auf den 40 Kilometern vor dem Scheitelpunkt neun Zahnstangenabschnitte, die zwischen 1,2 und 4,8 Kilometer lang waren. Die maximale Steigung betrug hier 58,8 ‰. Die Bahn nutzte den Uspallata-Pass, auf dem Scheitelpunkt in rund 3.200 Meter Höhe war der Bau des drei Kilometer langen Túnel de la Cumbre erforderlich. Der Durchschlag des Tunnels erfolgte am 27. November 1909. Im Tunnel verläuft die Staatsgrenze zwischen Argentinien und Chile. Auf chilenischer Seite gab es sieben Zahnstangenabschnitte auf einer Streckenlänge von 24 Kilometern mit einer Einzellänge bis zu 16 Kilometern. Die maximale Steigung betrug hier 76,9 ‰.

## Betrieb

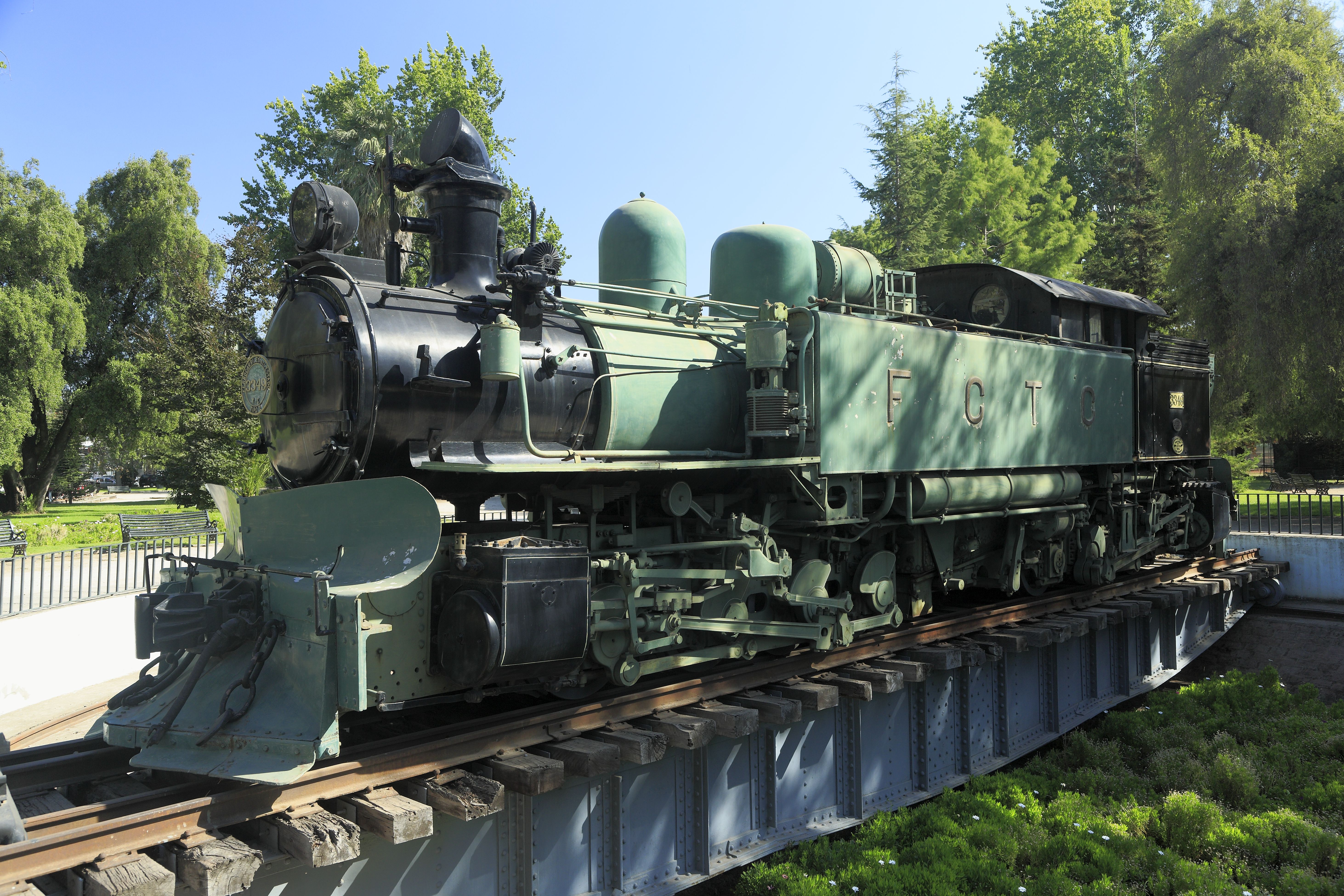
Kitson-Mayer-Gelenklokomotive von 1909, Achsfolge D’(3zz) n4

Ursprünglich wurde die Bahn mit Dampflokomotiven englischer Herkunft betrieben, von denen sich noch zwei im Museum von Santiago de Chile befinden. 1927 wurde auf der chilenischen Seite die Strecke Rio Blanco–Las Cuevas elektrifiziert und drei Elektrolokomotiven E-100 Schweizerischer Herkunft eingesetzt. Durch den elektrischen Betrieb konnte der Lawinenschutz der Strecke verbessert werden, denn es bestand keine Gefahr mehr, dass Personal und Fahrgäste in den langen Lawinengallerien durch die Rauchgase der Lokomotive ersticken würden. Trotzdem war der Betrieb der Strecke durch das Hochgebirgsklima immer schwierig, manchmal musste sie im Winter monatelang gesperrt werden. Wegen der hohen Investitionskosten waren die Tarife der Bahn etwa zehnmal so hoch wie sonst in Argentinien oder Chile üblich. Dies alles ließ sie wirtschaftlich nicht zum Erfolg werden. 1934 wurden 124 Kilometer der Strecke auf argentinischer Seite durch die Flutwelle von einem Gletscherlauf zerstört, in Folge jedoch wieder aufgebaut. 1948 wurde der argentinische Streckenteil im Rahmen der Eisenbahnverstaatlichung der staatseigenen Ferrocarril General San Martín zugeschlagen. 

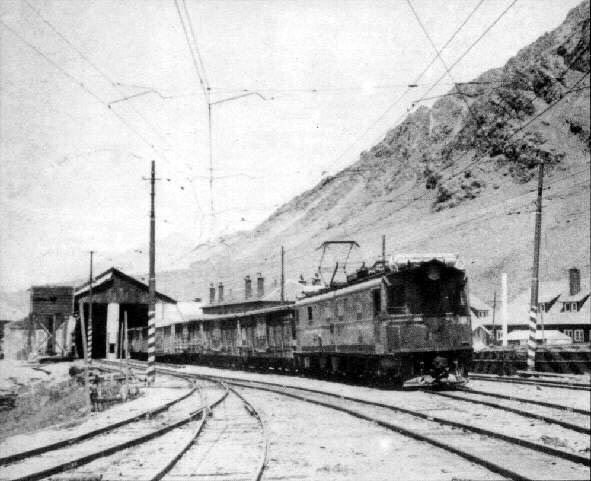
Güterzug mit E-100 in Las Cuevas (1973)

E-202 vor dem Depot in Los Andes

Mitte der 1940er-Jahre begann die Elektrifizierung des Abschnittes Los Andes–Rio Blanco, die Ende 1953 abgeschlossen werden konnte. Im Gegensatz zum Abschnitt Rio Blanco–Las Cuevas, der mit 3000 V Gleichspannung betrieben wurde, war die Spannung im neuen Streckenabschnitt auf 2700 V herabgesetzt, weil die Motoren des Zahnradantriebes mit dieser Spannung besser arbeiteten. Allerdings wurde die Spannung bei schweren Zügen angehoben und bei leichten Zügen weiter abgesenkt. Ende 1961 wurden zwei weitere Lokomotiven aus der Schweiz in Betrieb genommen, die der Baureihe E-200 zugeordnet waren. Diese Lokomotiven wurden als E-201 und E-202 bezeichnet und wurden vor Reisezügen eingesetzt. Ende der 1960er-Jahre wurden sie von Dieseltriebwagen abgelöst, die von Schindler gebaut worden waren und bis zur Einstellung des Personenverkehrs im Jahre 1979 im Einsatz standen.
Ende der 1960er-Jahre wurde der Transport von Kupferkonzentrat aufgenommen, das im Tal des Rio Blanco hergestellt wurde. Das Konzentrat wurde anfangs in Riecillos auf die als Andina bezeichneten Züge verladen bis eine vier Kilometer lange Stichstrecke zur Filteranlage in Saladillo gebaut wurde. Sie begann in Rio Blanca und wies trotz Spitzkehren Steigungen bis 40 ‰ auf. Das Konzentrat wurde in zylindrischen Containern transportiert, die acht Tonnen fassten. Dieser Verkehr wurde von den General-Electric-Diesellokomotiven Dt–6000 und Dt-9000 übernommen, die fortan auch den Rest der Strecke bedienten. Einzig der Zahnradabschnitt Rio Blanco–Las Cuevas wurde weiterhin mit den Elektrolokomotiven bedient.
Bis Anfang der 1980er Jahre wurde die Passstraße im Winter regelmäßig gesperrt, sodass die Eisenbahn der einzige Verkehrsweg in dieser Region über die Anden war.

Der Túnel de la Cumbre war in den Betriebspausen der Bahn auch – jeweils in einer Richtung – von Straßenfahrzeugen zu benutzen. Der Verkehr wurde durch Ampeln geregelt. Das geschieht bis heute noch, wenn eine Umleitung für den Straßenverkehr erforderlich ist.

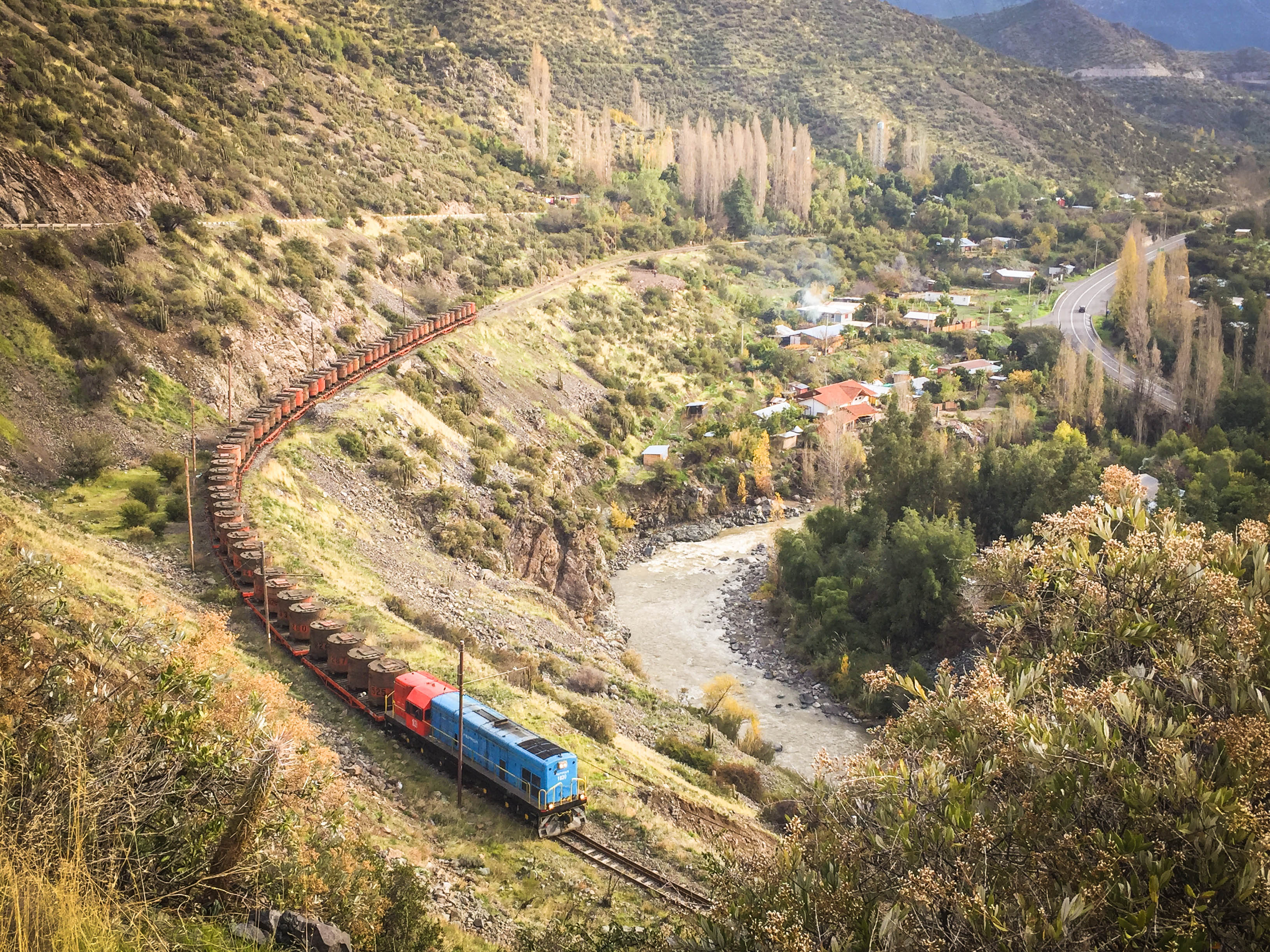
Kupferkonzentratzug auf einem Reststück der Transandino (2016)

Aufgrund der zunehmenden politischen Spannungen zwischen Argentinien und Chile in den Jahren 1977/78 wurde der Bahnverkehr eingestellt. 1979 gab es kurzzeitig noch einmal Personenverkehr auf der Strecke. Der verbliebene Güterverkehr wurde am 3. August 1984 nach einem Lawinenabgang, der die chilenische Grenzabfertigungsanlage zerstörte, weitgehend eingestellt. Die Elektrolokomotiven halfen noch einige Jahre in Notlagen bei den Andina Zügen aus, wurden aber aufgrund ihrer geringen Anhängelast nach und nach ausrangiert. Die Fahrleitung auf der Strecke Rio Blanco–Las Cuevas und das dazugehörende Unterwerk in Juncal wurden 1986 abgebaut und die Anlagenteile für die Elektrifizierung der Strecke Laja–Temuco bei Concepción verwendet.
Im Jahre 1995 wurde der Kupferkonzentratverkehr von Fepasa übernommen, die eine der E-200-Lokomotiven wieder in Betrieb nahm bis 1997 die EFE die Fahrleitung auf dem Streckenabschnitt Los Andes–Rio Blanco ebenfalls abbauen ließ. Die fünf Elektrolokomotiven bleiben fortan in der Werkstatt abgestellt und wurden 2005 zum Kulturdenkmal erklärt.

## Planungen zur Wiederinbetriebnahme

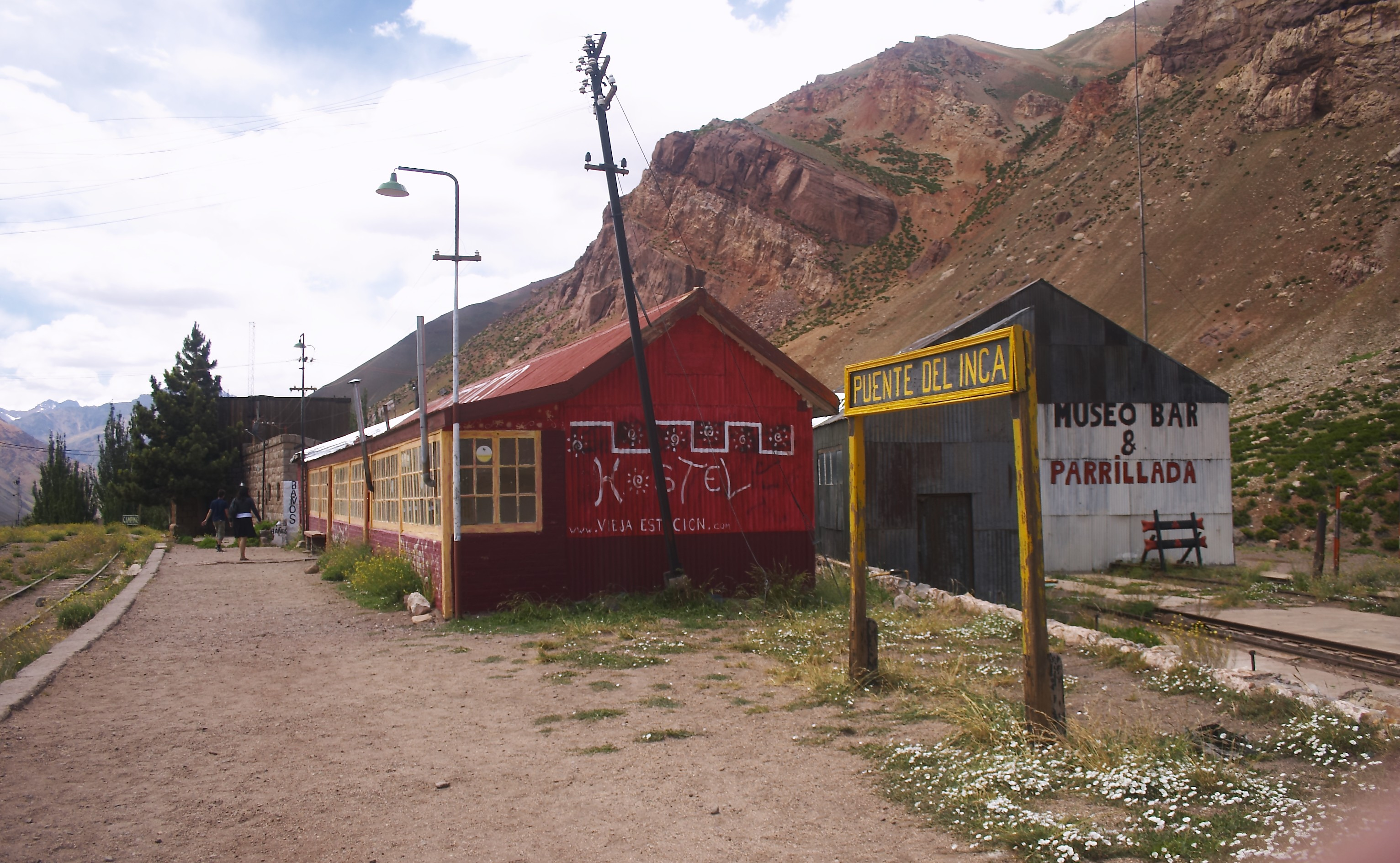
Bahnhof Puente del Inca

Für eine neue Eisenbahnverbindung wurde zu Beginn des 21. Jahrhunderts eine Neubaustrecke von Zapala nach Lonquimay erwogen. Da die Neubaukosten wesentlich höher als die Kosten für die Reparatur der schon bestehenden Strecke gewesen wären, wurde stattdessen die Reaktivierung der Transandenbahn geplant.
2006 beschlossen die Regierungen von Argentinien und Chile, die Bahn bis 2010 wieder in Betrieb zu setzen. Die Kosten wurden auf 460 Millionen US-Dollar geschätzt. Einzelne Arbeiten wurden 2008 auf chilenischer Seite begonnen, aber bald wieder eingestellt.
Am 21. August 2009 unterzeichneten die Verkehrsminister der beiden beteiligten Staaten ein Abkommen, das stattdessen eine breitspurige und elektrifizierte Bahntrasse vorsah, deren Scheitelpunkt unterhalb 2.500 Meter über dem Meeresspiegel geblieben wäre und deshalb einen bis zu 23 Kilometer langen transandinischen Basistunnel erfordert hätte. Die Kostenschätzung lag bei drei Milliarden US-Dollar. Das Projekt wurde offenbar offiziell nie eingestellt, wird aber auch nicht weiter verfolgt.
Ende 2020 beflügelten russische Interessen an den Ölschiefer-Lagerstätten Vaca Muerta erneut das Interesse an einer Süd-Anden-Bahn Ferrocarril Trasandino del Sur, die über den Paso Pino Hachado führen soll und dabei die Gasfelder an die Hafenanlagen bei Conceptión anbinden würde. Der östliche Ast würde bis nach Bahía Blanca reichen.